# Ligardes
Ligardes (Ligardas en gascon) est une commune française située dans le nord du département du Gers en région Occitanie. Sur le plan historique et culturel, la commune est dans le Condomois, une ancienne circonscription de la province de Gascogne ayant titre de comté.
Exposée à un climat océanique altéré, elle est drainée par l'Auvignon, le Petit Auvignon, la Ségone et par divers autres petits cours d'eau.
Ligardes est une commune rurale qui compte 206 habitants en 2022, après avoir connu un pic de population de 688 habitants en 1831. Elle fait partie de l'aire d'attraction de Condom. Ses habitants sont appelés les Ligardais ou  Ligardaises.
Le patrimoine architectural de la commune comprend un immeuble protégé au titre des monuments historiques : le château de Campaigno, inscrit en 2013.

## Géographie

### Localisation
Ligardes est une commune limitrophe du département de Lot-et-Garonne située sur les coteaux de Gascogne entre le Grand Auvignon et le Petit Auvignon.

### Communes limitrophes
Les communes limitrophes sont  Francescas, Gazaupouy, Lamontjoie, Moncrabeau, Nomdieu et Pouy-Roquelaure.
| Francescas (Lot-et-Garonne) | Nomdieu (Lot-et-Garonne) | Lamontjoie (Lot-et-Garonne) |
| Moncrabeau (Lot-et-Garonne) | Ligardes                 | Pouy-Roquelaure             |
|                             | Gazaupouy                |                             |

### Géologie et relief
Ligardes se situe en zone de sismicité 1 (sismicité très faible).

### Hydrographie

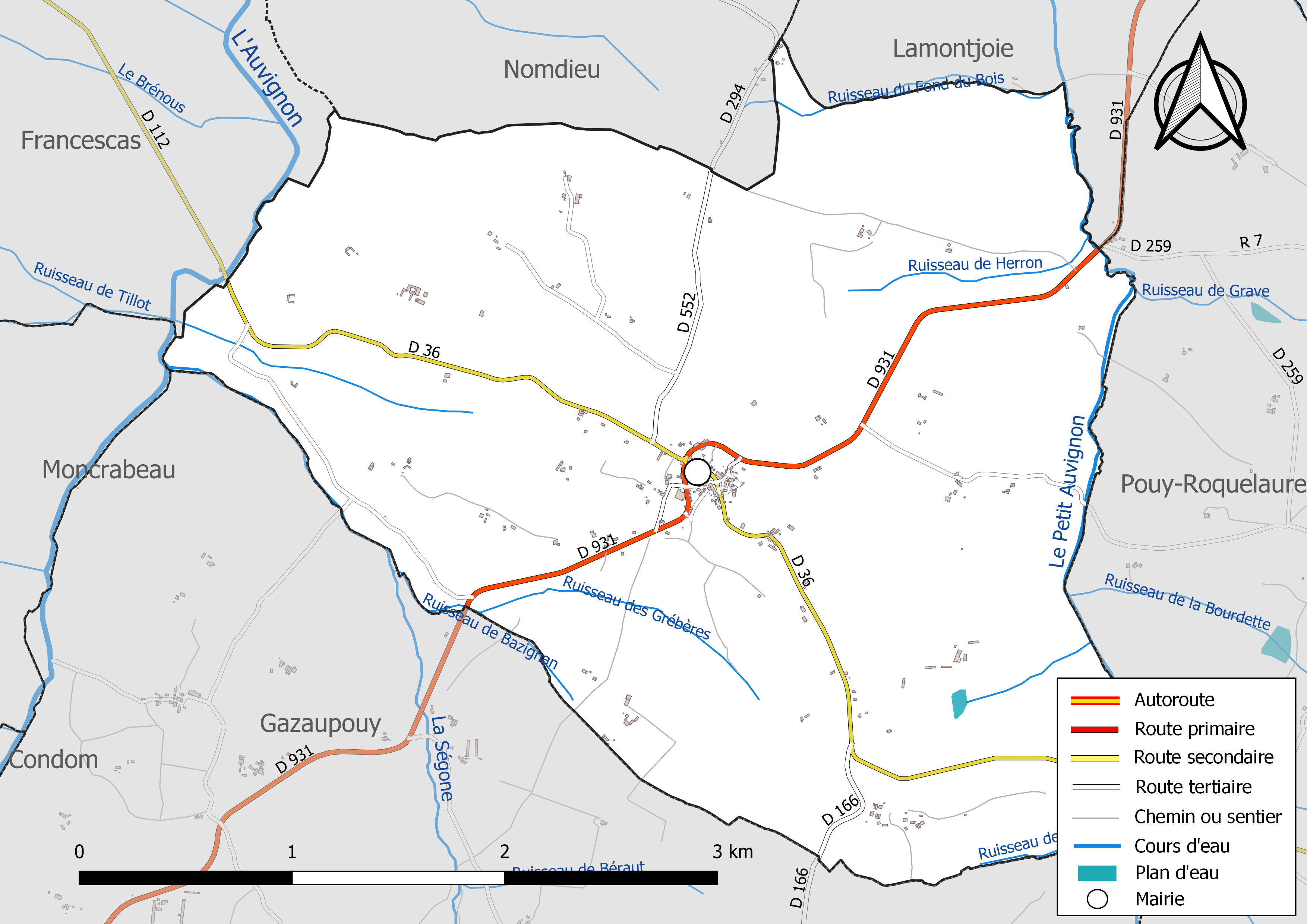
Réseaux hydrographique et routier de Ligardes.

La commune est dans le bassin de la Garonne, au sein du bassin hydrographique Adour-Garonne. Elle est drainée par l'Auvignon, le Petit Auvignon, la Ségone, le ruisseau de Bazignan, le ruisseau de Caillou, le ruisseau de Grave, le ruisseau de Have, le ruisseau de Herron, le ruisseau des Grébères, le ruisseau du Fond du Bois et par deux petits cours d'eau, qui constituent un réseau hydrographique de 10 km de longueur totale,.
L'Auvignon, d'une longueur totale de 55,7 km, prend sa source dans la commune de Mas-d'Auvignon et s'écoule vers le nord. Il traverse la commune et se jette dans la Garonne à Port-Sainte-Marie, après avoir traversé 22 communes.
Le Petit Auvignon, d'une longueur totale de 23,6 km, prend sa source dans la commune de La Romieu et s'écoule vers le nord. Il traverse la commune et se jette dans l'Auvignon à Calignac, après avoir traversé 12 communes.

### Climat
Pour des articles plus généraux, voir Climat de l'Occitanie et Climat du Gers.
En 2010, le climat de la commune est de type climat océanique altéré, selon une étude s'appuyant sur une série de données couvrant la période 1971-2000. En 2020, Météo-France publie une typologie des climats de la France métropolitaine dans laquelle la commune est toujours exposée à un climat océanique altéré et est dans la région climatique Aquitaine, Gascogne, caractérisée par une pluviométrie abondante au printemps, modérée en automne, un faible ensoleillement au printemps, un été chaud (19,5 °C), des vents faibles, des brouillards fréquents en automne et en hiver et des orages fréquents en été (15 à 20 jours).
Pour la période 1971-2000, la température annuelle moyenne est de 13,1 °C, avec une amplitude thermique annuelle de 15,6 °C. Le cumul annuel moyen de précipitations est de 751 mm, avec 10,3 jours de précipitations en janvier et 6,3 jours en juillet. Pour la période 1991-2020, la température moyenne annuelle observée sur la station météorologique la plus proche, située sur la commune de Laplume à 9 km à vol d'oiseau, est de 14,2 °C et le cumul annuel moyen de précipitations est de 767,2 mm,. Pour l'avenir, les paramètres climatiques de la commune estimés pour 2050 selon différents scénarios d’émission de gaz à effet de serre sont consultables sur un site dédié publié par Météo-France en novembre 2022.

### Milieux naturels et biodiversité
Aucun espace naturel présentant un intérêt patrimonial n'est recensé sur la commune dans l'inventaire national du patrimoine naturel,,.

## Urbanisme

### Typologie
Au 1er janvier 2024, Ligardes est catégorisée commune rurale à habitat très dispersé, selon la nouvelle grille communale de densité à sept niveaux définie par l'Insee en 2022.
Elle est située hors unité urbaine. Par ailleurs la commune fait partie de l'aire d'attraction de Condom, dont elle est une commune de la couronne,. Cette aire, qui regroupe 23 communes, est catégorisée dans les aires de moins de 50 000 habitants,.

### Occupation des sols
L'occupation des sols de la commune, telle qu'elle ressort de la base de données européenne d’occupation biophysique des sols Corine Land Cover (CLC), est marquée par l'importance des territoires agricoles (87,5 % en 2018), une proportion identique à celle de 1990 (87,5 %). La répartition détaillée en 2018 est la suivante : 
terres arables (81 %), forêts (12,5 %), prairies (6,4 %), zones agricoles hétérogènes (0,1 %). L'évolution de l’occupation des sols de la commune et de ses infrastructures peut être observée sur les différentes représentations cartographiques du territoire : la carte de Cassini (XVIIIe siècle), la carte d'état-major (1820-1866) et les cartes ou photos aériennes de l'IGN pour la période actuelle (1950 à aujourd'hui).

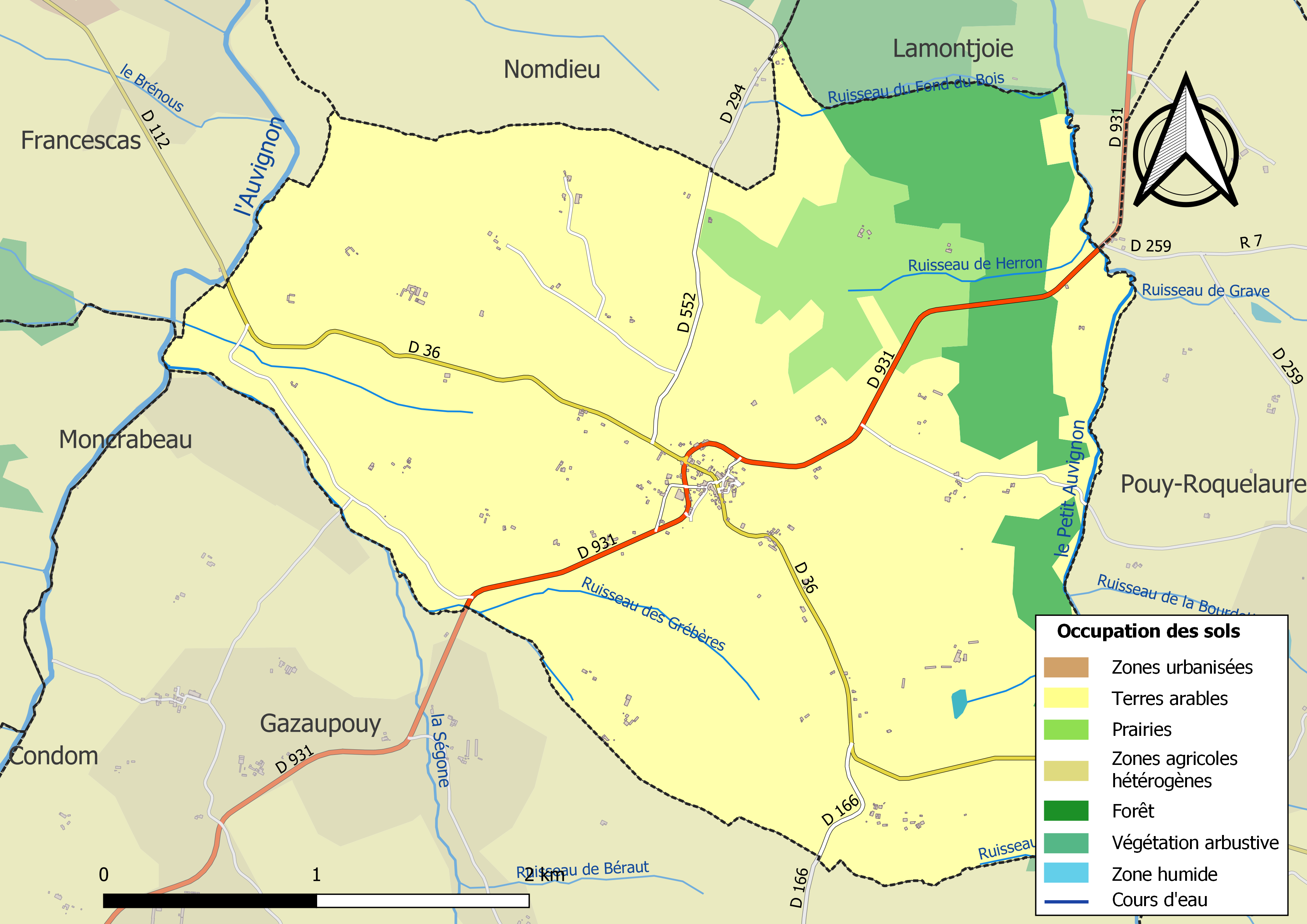
Carte des infrastructures et de l'occupation des sols de la commune en 2018 (CLC).

### Risques majeurs
Le territoire de la commune de Ligardes est vulnérable à différents aléas naturels : météorologiques (tempête, orage, neige, grand froid, canicule ou sécheresse) et séisme (sismicité très faible). Un site publié par le BRGM permet d'évaluer simplement et rapidement les risques d'un bien localisé soit par son adresse soit par le numéro de sa parcelle.

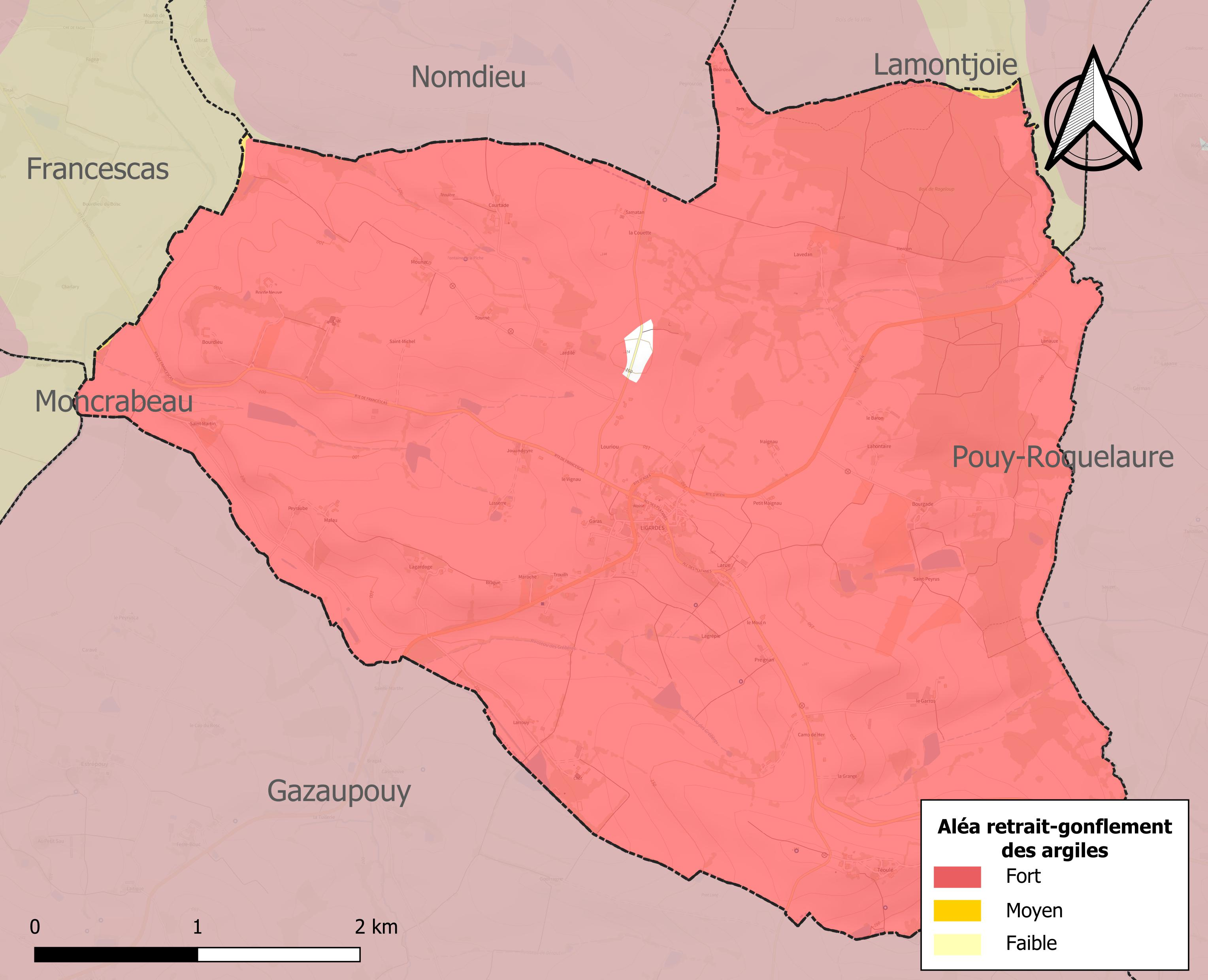
Carte des zones d'aléa retrait-gonflement des sols argileux de Ligardes.

Le retrait-gonflement des sols argileux est susceptible d'engendrer des dommages importants aux bâtiments en cas d’alternance de périodes de sécheresse et de pluie. 99,8 % de la superficie communale est en aléa moyen ou fort (94,5 % au niveau départemental et 48,5 % au niveau national). Sur les 141 bâtiments dénombrés sur la commune en 2019, 141 sont en aléa moyen ou fort, soit 100 %, à comparer aux 93 % au niveau départemental et 54 % au niveau national. Une cartographie de l'exposition du territoire national au retrait gonflement des sols argileux est disponible sur le site du BRGM,.
Par ailleurs, afin de mieux appréhender le risque d’affaissement de terrain, l'inventaire national des cavités souterraines permet de localiser celles situées sur la commune.
La commune a été reconnue en état de catastrophe naturelle au titre des dommages causés par les inondations et coulées de boue survenues en 1999 et 2009. Concernant les mouvements de terrains, la commune a été reconnue en état de catastrophe naturelle au titre des dommages causés par la sécheresse en 2003 et 2008 et par des mouvements de terrain en 1999.

## Politique et administration

La mairie et la poste

| Période                                  | Période  | Identité                     | Étiquette    | Qualité   |
| ---------------------------------------- | -------- | ---------------------------- | ------------ | --------- |
| mars 1852                                | 1860     | Gustave Léonard de Bazignan' |              |           |
| mars 2001                                | en cours | Pierre Dulong'               | UDF puis CNI | Exorciste |
| Les données manquantes sont à compléter. |          |                              |              |           |

Pierre Dulong est également président de la fédération départementale du CNI.

## Démographie
L'évolution du nombre d'habitants est connue à travers les recensements de la population effectués dans la commune depuis 1793. Pour les communes de moins de 10 000 habitants, une enquête de recensement portant sur toute la population est réalisée tous les cinq ans, les populations de référence des années intermédiaires étant quant à elles estimées par interpolation ou extrapolation. Pour la commune, le premier recensement exhaustif entrant dans le cadre du nouveau dispositif a été réalisé en 2006.

En 2022, la commune comptait 206 habitants, en évolution de −5,5 % par rapport à 2016 (Gers : +1,04 %, France hors Mayotte : +2,11 %).
| 1793 | 1800 | 1806 | 1821 | 1831 | 1841 | 1846 | 1851 | 1856 |
| ---- | ---- | ---- | ---- | ---- | ---- | ---- | ---- | ---- |
| 620  | 489  | 583  | 606  | 688  | 661  | 630  | 639  | 657  |

| 1861 | 1866 | 1872 | 1876 | 1881 | 1886 | 1891 | 1896 | 1901 |
| ---- | ---- | ---- | ---- | ---- | ---- | ---- | ---- | ---- |
| 629  | 627  | 610  | 608  | 568  | 524  | 470  | 427  | 431  |

| 1906 | 1911 | 1921 | 1926 | 1931 | 1936 | 1946 | 1954 | 1962 |
| ---- | ---- | ---- | ---- | ---- | ---- | ---- | ---- | ---- |
| 420  | 409  | 362  | 390  | 402  | 378  | 358  | 352  | 303  |

| 1968 | 1975 | 1982 | 1990 | 1999 | 2006 | 2011 | 2016 | 2021 |
| ---- | ---- | ---- | ---- | ---- | ---- | ---- | ---- | ---- |
| 280  | 247  | 261  | 269  | 250  | 239  | 222  | 218  | 209  |

| 2022 | - | - | - | - | - | - | - | - |
| ---- | - | - | - | - | - | - | - | - |
| 206  | - | - | - | - | - | - | - | - |

## Économie

### Revenus
En 2018  (données Insee publiées en septembre 2021), la commune compte 98 ménages fiscaux, regroupant 220 personnes. La médiane du revenu disponible par unité de consommation est de 21 680 € (20 820 € dans le département).

### Emploi
|                | 2008  | 2013  | 2018   |
| -------------- | ----- | ----- | ------ |
| Commune        | 10 %  | 9,6 % | 10,7 % |
| Département    | 6,1 % | 7,5 % | 8,2 %  |
| France entière | 8,3 % | 10 %  | 10 %   |

En 2018, la population âgée de 15 à 64 ans s'élève à 121 personnes, parmi lesquelles on compte 80,4 % d'actifs (69,7 % ayant un emploi et 10,7 % de chômeurs) et 19,6 % d'inactifs,. Depuis 2008, le taux de chômage communal (au sens du recensement) des 15-64 ans est supérieur à celui de la France et du département.
La commune fait partie de la couronne de l'aire d'attraction de Condom, du fait qu'au moins 15 % des actifs travaillent dans le pôle,. Elle compte 32 emplois en 2018, contre 39 en 2013 et 41 en 2008. Le nombre d'actifs ayant un emploi résidant dans la commune est de 87, soit un indicateur de concentration d'emploi de 36,4 % et un taux d'activité parmi les 15 ans ou plus de 51,9 %.
Sur ces 87 actifs de 15 ans ou plus ayant un emploi, 25 travaillent dans la commune, soit 28 % des habitants. Pour se rendre au travail, 82,9 % des habitants utilisent un véhicule personnel ou de fonction à quatre roues, 4,6 % s'y rendent en deux-roues, à vélo ou à pied et 12,6 % n'ont pas besoin de transport (travail au domicile).

### Activités hors agriculture
17 établissements sont implantés  à Ligardes au 31 décembre 2019.
Le secteur du commerce de gros et de détail, des transports, de l'hébergement et de la restauration est prépondérant sur la commune puisqu'il représente 35,3 % du nombre total d'établissements de la commune (6 sur les 17 entreprises implantées  à Ligardes), contre 27,7 % au niveau départemental.

### Agriculture
La commune est dans le « Haut-Armagnac », une petite région agricole occupant le centre du département du Gers. En 2020, l'orientation technico-économique de l'agriculture  sur la commune est la polyculture et/ou le polyélevage.
|               | 1988 | 2000 | 2010  | 2020 |
| ------------- | ---- | ---- | ----- | ---- |
| Exploitations | 28   | 19   | 16    | 14   |
| SAU (ha)      | 829  | 966  | 1 047 | 872  |

Le nombre d'exploitations agricoles en activité et ayant leur siège dans la commune est passé de 28 lors du recensement agricole de 1988  à 19 en 2000 puis à 16 en 2010 et enfin à 14 en 2020, soit une baisse de 50 % en 32 ans. Le même mouvement est observé à l'échelle du département qui a perdu pendant cette période 51 % de ses exploitations,. La surface agricole utilisée sur la commune a quant à elle augmenté, passant de 829 ha en 1988 à 872 ha en 2020. Parallèlement la surface agricole utilisée moyenne par exploitation a augmenté, passant de 30 à 62 ha.

## Culture locale et patrimoine

### Lieux et monuments
- Château de Campaigno, château du 18e siècle, inscrit au titre des monuments historiques le 14 février 2013. Situé à 2 km au nord-ouest du village de Ligardes près de la départementale 112, le château est accessible par une allée de chênes et de marronniers qui aboutit à une clôture dont le portail en fer forgé s'ouvre entre deux piliers maçonnés. La cour d'honneur est délimitée de part et d'autre par des communs en rez-de-chaussée s'appuyant sur deux tours carrées à toiture en pavillon. Ces tours situées au sud sont occupées par deux pigeonniers à l'étage supérieur. L'articulation du logis principal et des communs en L se fait par l'intermédiaire de deux pavillons quadrangulaires qui flanquent la façade méridionale. La façade principale compte cinq travées réparties sur deux niveaux surmontés d'un fronton triangulaire. La façade ouest, compte huit travées ouvertes par de grandes fenêtres et la façade nord-ouest présente quatre travées de fenêtres dont les deux du rez-de-chaussée, à l'angle nord-ouest, marquent l'emplacement du chai. Les communs à un seul niveau s'appuient à l'est des bâtiments principaux et délimitent une cour secondaire. Ils offrent au nord un long mur aveugle, puis à l'est une aile en retour qui se termine par un bâtiment qui a pu servir de chapelle. A l'ouest et au nord prend place un parc à l'anglaise. Propriété privée.
- L'église fortifiée de Saint-Hilaire XIVe siècle. Le site sur laquelle est construite l'église est inscrite en zone de protection le 23 octobre 1944[31]. L'édifice est répertorié dans la base Mérimée[31],[32]. L'église est un édifice à nef unique de plan allongé et à chevet plat. Le clocher-mur est particulier en forme de beffroi avec deux cloches et des ouvertures ménagées à son sommet sur les quatre faces pour assurer la surveillance. Le porche, qui est aussi l'une des deux portes du village, est couvert d'un auvent reposant sur 3 colonnes. La porte d'entrée percée dans la façade occidentale a été reconstruit au 19e siècle et présente un décor sculpté à tête humaine et feuillages sur les chapiteaux. L’église accueillit au 19e siècle un autel et un retable-reliquaire provenant du couvent de Paravis, près de Port-Sainte-Marie, de l’ordre de Fontevraud, en bois peint et doré, classé Monument Historique depuis 1908, et conçu pour recevoir les reliques de Sainte Innocente (1802-1804). Autel et retable-reliquaire, abrités sous une alvéole en anse de panier décorée de rosaces et de modillons, sont adossés au mur du chevet et séparés verticalement par une urne en bois doré. De part et d’autre se tiennent deux grands anges debout dont les jambières apparaissent sous la tunique haut fendue. L’ensemble est entouré d’un baldaquin soutenu par quatre colonnes.
- Fontaine du roi : Fontaine où le roi s'était désaltéré. Située en contrebas du village, elle alimentait un lavoir (aujourd'hui disparu).

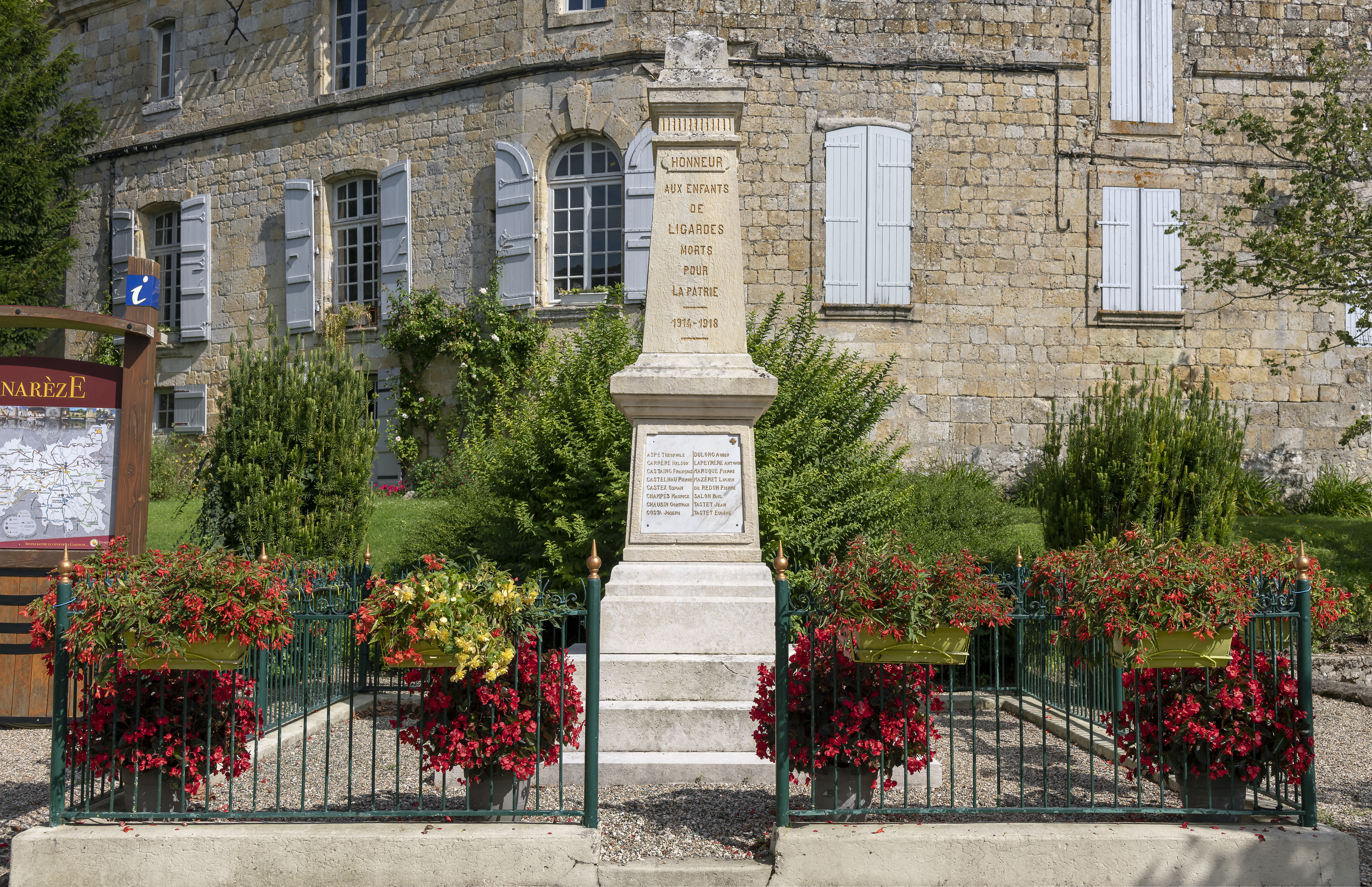
Monument aux morts de la première guerre mondiale
Église Saint Hilaire
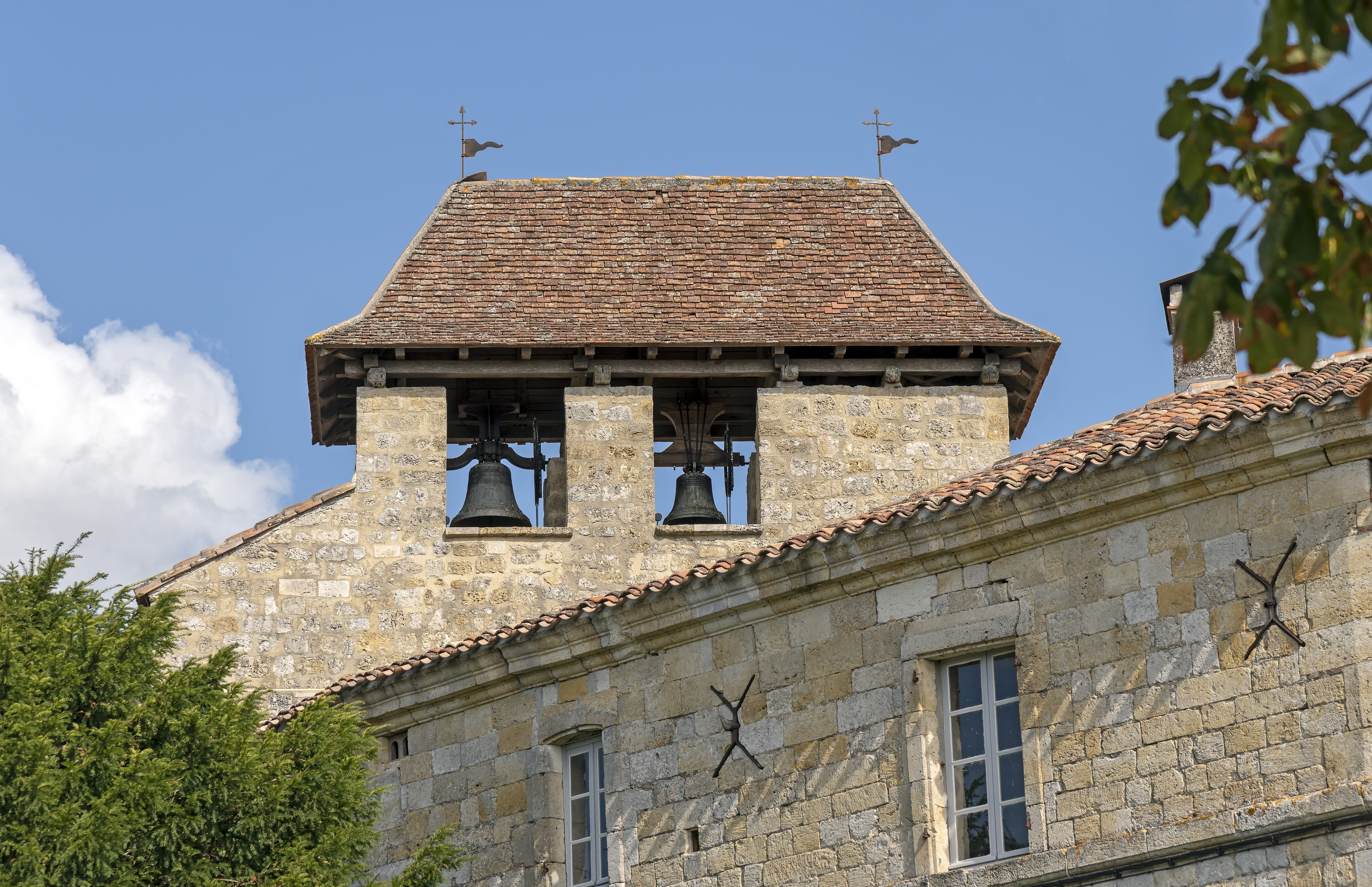
Le clocher-mur

### Personnalités liées à la commune
- Général André Laffargue (1891-1994)
- Patrick Ligardes, acteur
- Catherine Delourtet, comédienne